# Волошка пряма
Волошка пряма, волошка стиснута (Centaurea stricta) — вид рослин із родини айстрових (Asteraceae).

## Біоморфологічна характеристика
Багаторічна рослина 25–65 см заввишки. Рослина зеленувато- чи сіро-павутинно-повстяна. Стебла переважно розгалужені від середини. Листки вузьколанцетні, всі (особливо верхні стеблові) спрямовані вгору і щільно притиснуті до стебла. Кошиків на стеблі 1–3. Крайові квітки збільшені, сині; серединні — пурпурово-сині. Період цвітіння: червень — серпень.

## Середовище проживання
Країни зростання: Болгарія, Словаччина, Угорщина, Румунія, Україна, Хорватія, Чорногорія.
В Україні вид зростає по лісових узліссях, серед чагарників, на сухих луках — у пд.-зх. ч. (від Карпатських та Опільських лісів до західного Лісостепу)